# مارتن ماكويد
مارتن ماكويد (بالإنجليزية: Martin McQuade)‏ هو لاعب كرة قدم أسترالية أسترالي، ولد في 19 أكتوبر 1894، وتوفي في 6 فبراير 1957.

## وصلات خارجية
- مارتن ماكويد على موقع AustralianFootball.com (الإنجليزية)
- مارتن ماكويد على موقع AFLtables.com (الإنجليزية)